# Верховка (Волынская область)
Верховка (укр. Верхівка) — село в Подгайцевской сельской общине Луцкого района Волынской области Украины.
Код КОАТУУ — 0722885603. Население по переписи 2001 года составляет 163 человека. Почтовый индекс — 45637. Телефонный код — 332. Занимает площадь 1,06 км².